# Крист, Иоганн Людвиг
Иоганн Людвиг Крист (нем. Johann Ludwig Christ; 18 октября 1739, Эринген — 18 ноября 1813, Кронберг, Гессен) — немецкий лютеранский пастор и учёный, помолог и энтомолог.

## Биография
Родился в 1739 году в одном из второстепенных германских княжеств в семье писца княжеской канцелярии. Изучал теологию в Тюбингенском университете, с 1764 года являлся лютеранским проповедником в разных местах Германии, в 1786 году стал настоятелем лютеранской церкви в Кронберге (Кронберг-им-Таунус) и прожил в этом городе вплоть до смерти в 1813 году.

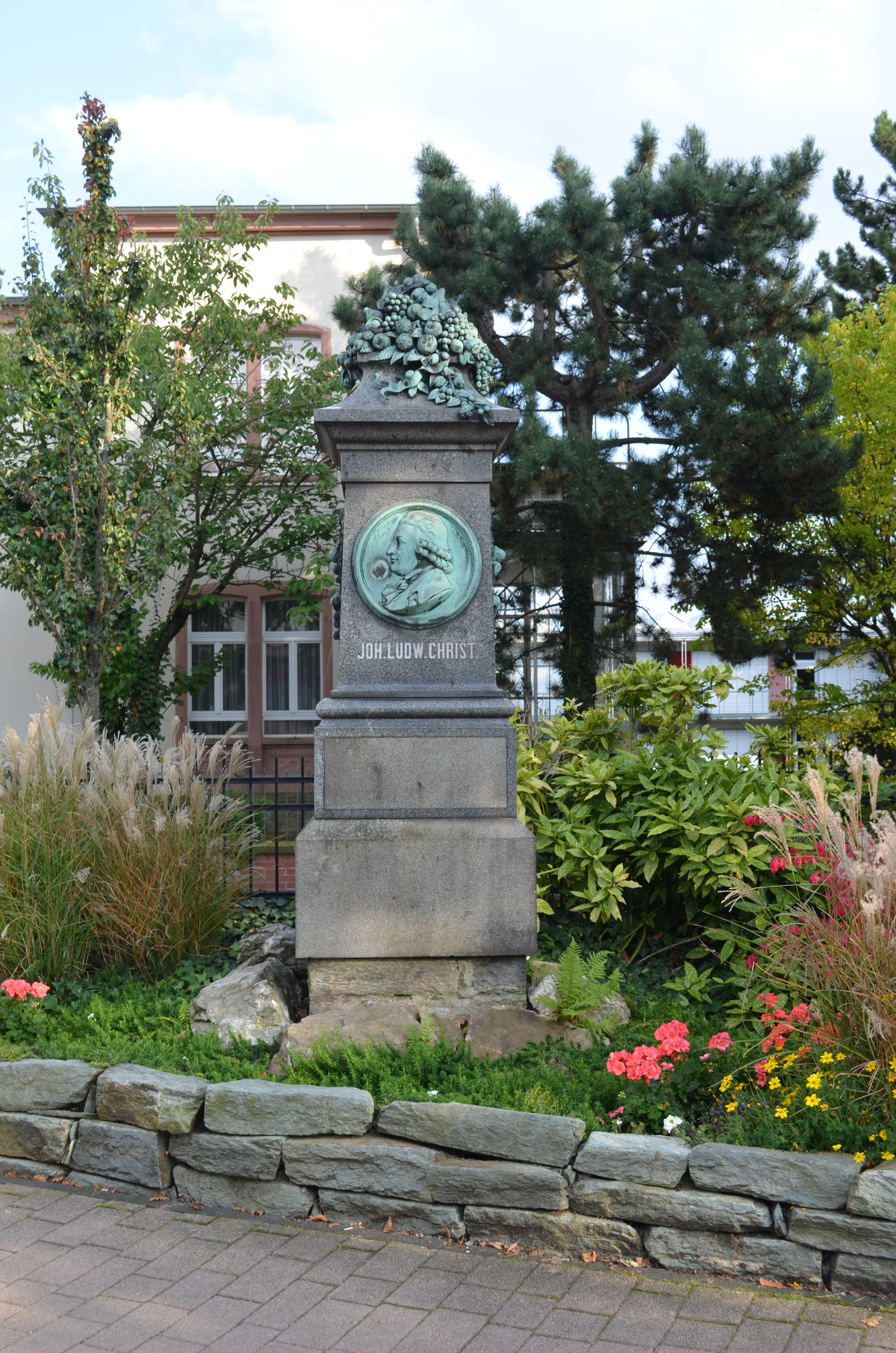
Памятник Иоганну Людвигу Кристу в Кронберге (ныне — федеральная земля Гессен).

Параллельно с обязанностями приходского священника, активно интересовался сельским хозяйством, особенно садоводством и пчеловодством. Как садовод-практик, Крист создал в Кронберге питомник фруктовых деревьев, а как теоретик, написал целый ряд работ, посвящённых принципам их выращивания. При жизни Криста его книги были популярны по всей Германии, а он сам был известен как «фруктовый пастор». Он также изобрёл сушильную печь особой конструкции, причём некоторые из таких печей до сих пор сохранились в Кронберге.
В 1791 году Крист издал труд по энтомологии, в котором описал несколько новых видов насекомых, а также впервые провёл и описал научные полевые наблюдения за целым рядом других видов, ранее известных только по коллекционным образцам.
Крист стремился не просто заниматься кабинетной наукой, но видел свою задачу в том, чтобы повысить доходы кронбергского крестьянства, путём повышения урожайности плодовых деревьев и выведения более качественных сортов. Тем не менее, по словам писателя-современника Франца Обертюра, многие кронбергские крестьяне полагали, что Крист был прекрасным автором книг по сельскому хозяйству, но посредственным практиком, и что его практические советы не приносили им пользы (однако необходимо иметь в виду, что Франц Обертюр, сам увлечённый садовод, также был католическим священником, тогда как Крист — священником протестантским).
Тем не менее книги Криста по помологии (теории садоводства) продолжали пользоваться успехом в течение всей его жизни и нескольких десятков лет после смерти, а в Кронберге ещё в XIX веке ему был поставлен памятник (сохранился до сих пор).